# 27506 Glassmeier
27506 Glassmeier este o planetă minoră (asteroid), cu un diametru de 5,855 km, din centura de asteroizi. A fost descoperită pe 7 aprilie 2000 la Stația Anderson Mesa de Lowell Observatory Near-Earth-Object Search și a fost numită după Karl-Heinz Glaßmeier⁠(d). 
Obiectul prezintă o orbită caracterizată de o semiaxă mare de 2,4844869 UAi, o excentricitate de 0,09, o înclinație de 6,23412 ° în raport cu ecliptica.